# Управление на резултатите
Управление на резултатите  (на английски: Issue management) е термин от областта на връзките с обществеността, с който се означава проактивния процес на предвиждане, оценяване, определяне и реагиране спрямо резултатите от публичната политика, които могат да повлияят върху взаимоотношенията на дадена организация и заинтересованите от нейната работа публики.
Същността на концепцията се крие в два главни елемента:
1. навременното определяне на резултата с потенциално влияние върху организацията, и
2. стратегически отговор, който да олекоти и дори да извлече полза от последствията.

В практически аспект, управлението на резултатите има за цел да оцени какви са тенденциите в общественото мислене по начин, който позволява на организацията да отговори на тези тенденции преди те да са се превърнали в заплаха и причина за сериозни конфликти.
Понятието е използвано за първи път през 1976 година от консултанта по връзки с обществеността Хауърд Чейс. Когато го създава, той включва в понятието определянето и анализа на резултатите, подбора на потребителите, избора на подходящи тактики и стратегии, реализиране на програми за действие и комуникация, и оценяване на ефективността. Няколко години по-късно, Чейс определя управлението на резултатите като начин да се хвърли мост между корпоративните действия и очакванията на заинтересованите публики.
Група експерти разширяват дефиницията извън функцията на връзки с обществеността. Според тях управлението на резултатите предвижда, изучава и определя приоритетни резултати, оценява ги върху организацията, препоръчва съответната политика и стратегия за свеждане на риска до минимум, разработва общи тактики и реализацията им, оценява въздействието на програмата.
Съществуват противоречия при възприемането на управлението на резултатите от различните практици в областта на връзките с обществеността. Някои смятат, че това не се различава от обичайната им дейност, други са против използването му, поради факта, че управлявайки публичните резултати, организацията може да ги използва за манипулация. В повечето големи корпорации, които използват управление на резултатите, дейността се фокусира върху това как да се отговари на загрижеността в обществото по отношение на дерегулациите, тероризма, глобализацията и други подобни проблеми.
Според главната концепция, дори не винаги административно, управлението на резултатите е част от функциите на отделите за връзки с обществеността. Когато то се възприема като убеждаваща комуникация за влияние върху публичната политика, управлението на резултатите става част от тактическото вземане на решение, а не част от стратегическото планиране вътре в организацията. Когато на процеса се гледа като на адаптиране на организацията и изграждане на взаимоотношения със заинтересованите групи за постигане на общи цели, връзките с обществеността и управлението на резултатите се припокриват и водят до идентични резултати.